# Sarlós kúszóbanka
A sarlós kúszóbanka vagy közönséges sarlósbanka (Rhinopomastus cyanomelas) a madarak (Aves) osztályának a szarvascsőrűmadár-alakúak (Bucerotiformes) rendjéhez, ezen belül a kúszóbankafélék (Phoeniculidae) családjához tartozó faj.

## Előfordulása
Angola, Botswana, Burundi, a Kongói Demokratikus Köztársaság, Kenya, Malawi, Mozambik, Namíbia, Ruanda, Szomália, a Dél-afrikai Köztársaság, Szváziföld, Tanzánia, Uganda, Zambia és Zimbabwe területén honos.

## Alfajai
- Rhinopomastus cyanomelas cyanomelas
- Rhinopomastus cyanomelas shalowi

## Megjelenése
Testhossza 28 centiméter. Vékony ívelt csőre és hosszú lépcsős farka van.
|  |

## Életmódja
Nagyon jól közlekedik a fák törzsén, akár fejjel lefelé is képes közlekedni, itt keresi rovarokból és pókokból álló táplálékát

## Szaporodása
Fákon lévő 30 centiméter mély üregekben költ, melynek a bejárata 4 centiméter széles. Fészekalja 2-4 tojásból áll, melyen 13-14 napig kotlik. A fiókák kirepülési ideje még 21-24 nap.

## Külső hivatkozások
- Képek az interneten a fajról
- Ibc.lynxeds.com - videók a fajról